# Heinrich Schneider (Abt)
Heinrich Schneider OSB (* 4. Juni 1713 in Michelfeld (Auerbach in der Oberpfalz); † 16. Februar 1766 in Frauenzell) war ein deutscher Benediktiner und Abt in Kloster Frauenzell.

## Biographie
Heinrich Schneider war im Jahr 1736 in das Kloster Frauenzell eingetreten und hatte hier im Jahr 1737 die Profess abgelegt. Nach dem Empfang der Priesterweihe 1739 wurde er zum Vorsteher der Corpus-Christi-Bruderschaft in Frauenzell bestellt. In der schweren Zeit des Österreichischen Erbfolgekrieges war er als Cellerar für die wirtschaftlichen Verhältnisse des Klosters zuständig. Später versah er das Amt des Priors. In diese Zeit fällt der endgültige Abbruch der schon lange baufälligen alten Klosterkirche und die Fortsetzung des Baus der neuen Klosterkirche (ab 1747), der bereits 1737 begonnen, durch den Krieg aber unterbrochen worden war.
Nach dem Tod von Benedikt Kammermayer wurde Heinrich Schneider am 26. Januar 1751 vom Konvent als dessen Nachfolger zum Abt des Klosters gewählt. Trotz der Lasten des Krieges, der die Finanzen und die Wirtschaft des kleinen Klosters schwer belastet hatte, gelang es Abt Heinrich die nötigen Mittel für die Vollendung der Klosterkirche aufzubringen. Ein Brand des neu erbauten Getreide- und Heustadels und anderer Wirtschaftsgebäude des Klosters im Dezember 1759 bedeutete einen schweren Rückschlag bei der Sanierung der Finanzen des Klosters, die durch die Lasten des Krieges, den Bau der Kirche und andere dringend notwendige Baumaßnahmen noch immer angespannt waren. Durch die umsichtige Wirtschaftsführung und Sparsamkeit des Abtes sowie durch die Unterstützung anderer Klöster in Bayern und den angrenzenden Gebieten gelang eine nachhaltige Konsolidierung, obwohl eine Verlagerung des Laufes der Donau den dort liegenden Wiesen des Klosters schweren Schaden zufügte. Beim religiösen und geistigen Leben in Kloster Frauenzell setzte sich unter Abt Heinrich Schneider die unter seinen Vorgängern begonnene günstige Entwicklung fort.
Abt Heinrich Schneider starb nach länger andauernden Erkrankungen und mehreren Operationen 1766 und wurde wie schon sein Vorgänger in der Gruft der neuen Klosterkirche von Frauenzell beigesetzt. Die Lob- und Trauerrede auf den Verstorbenen wurde von Abt Petrus Gerl aus Kloster Prüfening gehalten und anschließend in Regensburg publiziert.